# 德魯·凱利
德魯·凱利（英語：Andrew Allison "Drew" Carey，1958年5月23日—）是美國的一位演員、喜劇演員和電視節目主持人。他出演過眾多情景喜劇，並且自2007年開始是遊戲節目The Price Is Right的主持人。凱利對多種體育都有興趣，是美國國家足球隊的攝影師之一。